# Regiunea Vlorë

Localizarea regiunii Vlorë în Albania

Regiunea Vlorë (în albaneză: Qarku i Vlorës) este una dintre cele 12 regiuni ale Albaniei. Conține districtele Delvinë, Sarandë și Vlorë, iar capitala sa este orașul Vlora.